# Покровский сельсовет (Нижегородская область)
Покро́вский сельсовет — сельское поселение в Гагинском районе Нижегородской области. 
Административный центр — село Покров.

## История
Статус и границы сельского поселения установлены Законом Нижегородской области от 15 июня 2004 года № 60-З «О наделении муниципальных образований — городов, рабочих посёлков и сельсоветов Нижегородской области статусом городского, сельского поселения».
Законом Нижегородской области от 28 августа 2009 года № 138-З сельские поселения Покровский сельсовет и Ломакинский сельсовет объединены в сельское поселение Покровский сельсовет.

## Население
| 2002 | 2010  | 2012  | 2013 | 2014 | 2015 | 2016 |
| ---- | ----- | ----- | ---- | ---- | ---- | ---- |
| 1301 | ↘1043 | ↘1012 | ↘967 | ↘939 | ↘931 | ↘903 |
| 2017 | 2018  | 2019  | 2020 | 2021 |      |      |
| ↘887 | ↘868  | ↘839  | ↘822 | ↘760 |      |      |

## Состав сельского поселения
| № | Населённый пункт | Тип населённого пункта       | Население |
| - | ---------------- | ---------------------------- | --------- |
| 1 | Исупово          | село                         | ↘356      |
| 2 | Ломакино         | село                         | ↘332      |
| 3 | Луш-Помры        | село                         | ↘0        |
| 4 | Покров           | село, административный центр | ↘283      |
| 5 | Соболево         | село                         | ↘38       |
| 6 | Сумароково       | село                         | ↘5        |
| 7 | Сурочки          | село                         | ↘25       |
| 8 | Ханинеевка       | деревня                      | ↘4        |